# 17. Flak-Division
A 17. Flak-Division (em português: Décima-sétima Divisão Antiaérea) foi uma divisão de defesa antiaérea da Luftwaffe durante a Alemanha Nazi, que prestou serviço na Segunda Guerra Mundial.

## Comandantes
- Karl Veith, (1 de abril de 1942 - 14 de março de 1944)[2]
- Hans Simon, (15 de março de 1944 - 14 de abril de 1944)[2]
- Karl Veith, (15 de abril de 1944 - 20 de maio de 1944)[2]
- Wilhelm Köppen, (7 de junho de 1944 - 8 de maio de 1945)[2]